# Infiniti
Infiniti je japanski proizvođač (Popis proizvođača automobila) luksuznih automobila iz Tokia u vlasništvu drugog japanskog proizvođača automobila tvrtke Nissan. Infiniti je luksuzna marka Nissana. Tvrtka je osnovana 1989.g. i predstavljena na američkom tržištu kao konkurencija luksuznim modelima Toyote (Lexus) i Honde (Acura).Na Ženevskom salonu automobila 2008. godine i službeno je predstavljen Europi. Europski su modeli prilagođeni europskim kupcima i sadrže oko 400 različitih modifikacija. Najveća novost je ugradnja 3-litaskog V6 dieselskog motora u modele EX, FX i novi M (2010.)

## Modeli

### Aktualni europski modeli (2010.)
- Infiniti FX (FX37, FX50 i FX30d)
- Infiniti G37/G37 (sedan i 4WD sedan, coupe i coupe-cabriolet)
- Infiniti M (M37/M30d)
- Infiniti EX (EX37/EX30d)

### Stari modeli
- Infiniti M30
- Infiniti G20
- Infiniti J30
- Infiniti I (I30, 1996. – 2001.; I35, 2002. – 2004.)
- Infiniti QX4
- Infiniti Q45

## Vanjske poveznice
- Infiniti Europa
- Nissan Motor Corporation  Arhivirana inačica izvorne stranice od 7. prosinca 2010. (Wayback Machine)
- Infiniti Hrvatska  Arhivirana inačica izvorne stranice od 19. veljače 2021. (Wayback Machine)